# Уэст, Эдуард
Эдуард Уэст (англ. Edward West; 1782—1828) — английский экономист, британский судья, служивший в Индии, представитель классической политической экономики. Автор сочинения «Опыт о приложении капитала к земле» (1815), где до Рикардо развил закон земельной ренты. Вслед за А.Р.Тюрго сформулировал закон убывающего плодородия почвы, согласно которому каждая последующая затрата труда, вложенного в земледелие, приносит убывающий доход. 

## Биография
Эдуард родился 1782 году в семье отца Джона Бэлчена Уэста (1745-1793) генерала из Хартфордшира и матери Марии Фолкс (1736—1813). Крестился 5 апреля 1782 года в Марилебон графства Мидлсекс. Рано потеряв отца, был воспитан дядей, адмиралом флота сэром Мартином Брауном Ффолксом.
Учился в Хэрроу. Затем получил степень бакалавра в 1803 году, степень магистра в 1807 году в Университетском колледже Оксфорда.
Свою трудовую деятельность начал в качестве члена Университетского колледжа Оксфорда, учился в баре. В 1814 году был призван в коллегию адвокатов в Иннер-темпл.
В 1815 году, по предложению Генри Брума, Эдвард Уэст стал печататься во время дискуссии по поводу хлебных законов. В своём эссе за 1815 год Эдвард Уэст открыл закон уменьшения отдачи от земли и теорию дифференциальной ренты (одновременно с Мальтусом, Рикардо и Торренсом).
Эдвард Уэст был посвящен в рыцари 5 июля 1822 года. Женился на Лукреции Фолкс 26 августа 1822 года. Затем отправился в Индию, прибыв вместе с супругой 1 февраля 1823 года, чтобы служить в качестве регистратора королевской скамьи в Бомбее. Это был королевский суд, созданный в 1799 году с целью противостоять Ост-Индской компании в Индии. В мае 1824 года в Бомбее был учрежден Верховный суд, в котором Эдвард Уэст был назначен первым главным судьей. Несмотря на свои официальные обязанности, Уэст нашел время в Индии, чтобы написать брошюру о кукурузных законах, которая была опубликована в Великобритании в 1826 году, в которой Запад критиковал зарождающуюся доктрину «фонда заработной платы».
Эдвард Уэст умер преждевременно 18 августа 1828 года от внезапной болезни, через две недели после смерти его жены Лукреции Ффолкс во время родов. У них осталась дочь.

## Вклад в науку
В своём сочинении за 1815 год «Опыт о приложении капитала к земле» Уэст раньше Рикардо развил закон земельной ренты. Вслед за А.Р. Тюрго сформулировал закон убывающего плодородия почвы, согласно которому каждая последующая затрата труда, вложенного в земледелие, приносит убывающий доход. Дифференциальная рента предполагает переход ко все худшей и худшей земле, или же постоянно уменьшающуюся производительность земледелия. Следовательно имеется постоянное уменьшение количества земледельческой продукции, получаемой в результате затрат одного и того же количества труда, что обусловливает повышение цен на продукты питания и рост номинальной заработной платы. Таким образом, с развитием общества все большая часть вновь созданной стоимости должна идти на пополнение фонда заработной платы. Следствием этого — падение нормы прибыли. В работе «Цена зерна и заработная плата» 1826 года выступал против ограничений ввоза хлеба в страну, за свободу хлебной торговли. В этой работе пересмотрел свои взгляды на развитие производительных сил в сельском хозяйстве. Отмечал, что "при улучшенном состоянии земледелия можно на земле второстепенного или третьестепенного качества вести производство со столь же небольшими издержками, как на земле самого лучшего качества при старой системе", отрицая тем самым «закон убывающего плодородия почвы».